# E.T.
 Der er for få eller ingen kildehenvisninger i denne artikel, hvilket er et problem. Du kan hjælpe ved at angive troværdige kilder til de påstande, som fremføres i artiklen.

 For alternative betydninger, se E.T. (flertydig). (Se også artikler, som begynder med E.T.)
E.T. the Extra-Terrestrial (også kendt som E.T.) er en amerikansk science fiction-film fra 1982 produceret og instrueret af Steven Spielberg og skrevet af Melissa Mathison. I E.T. bor 10-årige Elliot med sin mor, bror og søster i en californisk forstad. Han lider under sine forældres skilsmisse og er en ensom dreng. Men en dag får han uventet besøg – af et rumvæsen, som er blevet væk fra sit rumskib og nu er tre millioner lysår hjemmefra. Filmen har Dee Wallace, Henry Thomas, Peter Coyote, Robert MacNaughton og Drew Barrymore i hovedrollerne.
Filmens koncept var baseret på en imaginær ven, som Spielberg skabte efter sine forældres skilsmisse. I 1980 mødte Spielberg Mathison og udviklede en ny historie fra det urealiserede projekt Night Skies. På mindre end to måneder skrev Mathison det første udkast til manuskriptet, med titlen E.T. and Me, som gennemgik to omskrivninger. Projektet blev afvist af Columbia Pictures, som tvivlede på dets kommercielle potentiale. Universal Pictures købte til sidst manuskriptet for 1 million dollars. Optagelserne fandt sted fra september til december 1981 med et budget på 10,5 millioner dollars.
E.T. havde premiere som den afsluttende film på filmfestivalen i Cannes den 26. maj 1982 og blev udgivet i USA den 11. juni 1982. Filmen var en øjeblikkelig blockbuster, der overgik Star Wars (1977) til at blive den mest indbringende film nogensinde, en rekord den holdt i elleve år, indtil Spielbergs egen Jurassic Park overgik den i 1993. E.T. blev bredt anerkendt af kritikere og betragtes som en af de største film nogensinde.
I Danmark havde E.T. biografpremiere den 26. december 1982 og solgte i alt 1.018.923 biografbilletter.

## Handling
Elliott bor sammen med sin bror, søster og sin mor, en dag møder han en alien, som er strandet på jorden. Elliott får kontakt med den fredelige skabning og får lokket ham med ind i huset ved hjælp at chokolade. Han kalder Alienen for E.T. («Extra Terrestrial»). Før han lægger sig til at sove, lægger Elliot mærke til at E.T. efterligner hans bevægelser.
Næste dag lader Elliot som om han er syg, og han præsenterer E.T. for sin storebror Michael og sin lillesøster Gertie. Men pludselig en morgen ligger E.T. på gulvet og er døende. Her begynder den intense jagt på at finde en måde at få E.T. tilbage til sin hjemplanet på, men der er et problem: Myndighederne er lige i hælene på dem.

## Rolleliste
- Henry Thomas som Elliott, en dreng der bliver venner med E.T.
- Robert MacNaughton som Michael, Elliotts 16-år-gamle storebror.
- Drew Barrymore som Gertie, Elliotts 7-år-gamle lillesøster.
- Dee Wallace som Mary, børnenes mor, nylig separeret fra ægtemanden.
- Peter Coyote som Keys, en agent fra myndighederne.
- K.C. Martel som Greg, en af Michaels venner.
- Sean Frye som Steve, en stille og beskeden ven af Michael.
- C. Thomas Howell som Tyler, en anden ven af Michael.

## Filmmusik
Filmens score blev komponeret af John Williams, og vandt en Oscar for bedste musik.
Michael Jackson lavede også et filmusikalbum, E.T. the Extra-Terrestrial, til filmen i 1982.